# Chinasat 16
Chinasat 16 (Shijian-13, ZX-16) ist ein experimenteller chinesischer Kommunikationssatellit.
Er wurde am 12. April 2017 um 11:04 UTC mit einer Langer Marsch 3B Trägerrakete vom Raketenstartplatz Startgelände Xichang in eine geostationäre Umlaufbahn gebracht.
Der dreiachsenstabilisierte Satellit ist mit 13 Ka-Band Transpondern (20 GB/s mit 26 Beams) ausgerüstet und soll von der Position 110,5° Ost aus China und umliegende Gebiete mit Internet und Multimediadiensten versorgen. Der Satellit verfügt zusätzlich über eine Laserkommunikationsterminal vom Satellit zum Boden und über elektrische Triebwerke. Diese umfassen im Wesentlichen vier Xenon als Stützmasse ausstoßende Triebwerke des Typs LIPS-200 vom 1962 gegründeten Physikalischen Institut Lanzhou (Lanzhou Institute of Physics, LIP), dem Forschungsinstitut 510 der Chinesische Akademie für Weltraumtechnologie, mit einem Durchmesser von rund 200 Millimetern und einem Nominalschub der paarweise auf kleinen Auslegern montierten Triebwerke von je 40 Millinewton. Als Spezifischer Impuls werden 3.136 Sekunden angegeben, als Strombedarf 1.200 Watt im Betrieb. Er wurde auf Basis des Satellitenbusses DFH-4S der Chinesischen Akademie für Weltraumtechnologie (CAST) gebaut  und besitzt eine geplante Lebensdauer von 15 Jahren.